# 新疆生产建设兵团第五师八十八团
新疆生产建设兵团第五师八十八团是中华人民共和国新疆生产建设兵团第五师下辖的一个团。

## 行政区划
新疆生产建设兵团第五师八十八团下辖以下单位：
团部社区、一连、二连、三连、五连、六连和七连。